# Stóri-Meitill
Stóri-Meitill är ett berg i republiken Island. Det ligger i regionen Suðurland, 27 km sydost om huvudstaden Reykjavík. Toppen på Stóri-Meitill är 514 meter över havet.
Trakten runt Stóri-Meitill är nära nog obefolkad, med mindre än två invånare per kvadratkilometer. Närmaste större samhälle är Hveragerði, omkring 12 kilometer öster om Stóri-Meitill. Trakten runt Stóri-Meitill består i huvudsak av gräsmarker.